# Irgendwann ist auch mal gut
Irgendwann ist auch mal gut ist ein deutscher Spielfilm aus dem Jahr 2020 von Christian Werner mit Fabian Hinrichs, Franziska Walser und Michael Wittenborn. Die Premiere erfolgte am 23. Januar 2020 am Filmfestival Max Ophüls Preis, wo Maresi Riegner für ihre Darstellung der Elli als bester Schauspielnachwuchs ausgezeichnet wurde. Die Erstausstrahlung der Tragikomödie im ZDF war am 23. Juli 2020 im Rahmen der Reihe Shooting Stars – Junges Kino im Zweiten. Beim Evolution Mallorca International Film Festival wird der Film im Oktober 2020 unter dem Titel It’s Gonna Be Fine auf Deutsch mit englischen Untertiteln gezeigt.

## Handlung
Karsten ist ein konservativer Bestattungsunternehmer, der ein geordnetes Leben führt. Kurz vor Weihnachten stirbt sein Wellensittich, sein Leichenwagen macht Probleme, seine Frau will die Scheidung zum Abschluss bringen und seine stets gut gelaunte und lebensfrohe Auszubildende Elli möchte sein Beerdigungsinstitut bunter und fröhlicher machen. Beim Weihnachtsessen eröffnen ihm seine Mutter Marion und sein Vater Theodor, dass sie zum Jahreswechsel gemeinsam Suizid begehen wollen.
Karsten möchte das keinesfalls akzeptieren; er möchte weder seinen an Morbus Parkinson erkrankten Vater, der früher als Instrumentenbauer tätig war, noch seine gesunde Mutter, die als Apothekerin gearbeitet hat, verlieren. Er unternimmt daher alles, um die beiden von ihrem Vorhaben abzubringen. In den wenigen Tagen, die ihm bleiben, versucht er die beiden mit Unterstützung von Freunden und Familie, der Polizei, argentinischen Bandoneon-Spielern und Sandra, der Anwältin seiner Ex-Frau, an der Ausführung ihrer Pläne zu hindern. Unter anderem bricht er bei seinen Eltern ein, um sämtliche Medikamente aus ihrem Haus zu entfernen. Dabei wird er von der Polizei auf frischer Tat ertappt und vorübergehend festgenommen. Außerdem überlegt er, seine Eltern entmündigen zu lassen. Bei einem Ausflug mit ihnen versucht er, seinem Vater ins Gewissen zu reden, damit dieser seine Frau nochmals umstimmt.
Parallel dazu ist seine Anwesenheit im Bestattungsinstitut erforderlich, wenn er verhindern möchte, dass sein Azubi Elli sein Unternehmen komplett umgestaltet. Außerdem quält ihn ein Magenleiden; sein Gesundheitszustand verschlechtert sich zunehmend. Nach einem Kollaps wird er ins Krankenhaus eingeliefert; er vermutet, an Bauchspeicheldrüsenkrebs zu leiden. Ohne die endgültige Diagnose abzuwarten, flieht er aus dem Krankenhaus, um ein psychiatrisches Gutachten für die Entmündigung seiner Eltern zu fälschen. Nachdem laut seiner Spitalsärztin Suizidgefahr wegen gravierender Diagnose besteht, möchte ihn die Polizei in Gewahrsam nehmen. Karsten setzt seine Flucht ins Haus seiner Eltern fort. Dort erfährt er, dass er unter Gallensteinen und nicht wie vermutet an Bauchspeicheldrüsenkrebs leidet. Nach einem Zusammenbruch wird er erneut ins Krankenhaus eingeliefert, wo er seine Eltern zum letzten Mal lebend sieht. Nach deren Tod zeigt ihm Elli den extrabreiten Sarg für seine Eltern, eine Spezialanfertigung, die sie in Auftrag gegeben hat, so wie es sich seine Eltern gewünscht haben.

## Produktion und Hintergrund
Die Dreharbeiten fanden vom 10. März bis zum 10. April 2019 statt, gedreht wurde in Stuttgart und Umgebung. Produziert wurde der Film von Venice Pictures, beteiligt war das ZDF (Das kleine Fernsehspiel). Unterstützt wurde die Produktion von der Medien- und Filmgesellschaft Baden-Württemberg.
Für das Kostümbild zeichnete Tini Fetscher verantwortlich, für das Szenenbild Christian Strang, für den Ton Rüdiger Fleck, Tobias Adam, Maximilian Pongratz und für das Maskenbild Monika Knauf und Miriam Hauser.
Der Film basiert auf einer wahren Begebenheit, in der ein Journalist den Weg eines alten Ehepaares begleitet, das einen Doppelsuizid begeht.

## Rezeption
Katharina Zeckau schrieb auf NWZonline: „Dass die Filmemacher dabei übers Ziel hinausschießen und es dann etwas mit der Skurrilität übertreiben: geschenkt. Was bleibt, ist ein wunderbarer Film auf einem leider unwürdigen, nächtlichen Sendeplatz. Und die hier angesichts des geplanten Suizids mehrfach aufgeworfene, aber unbeantwortete Frage: Was ist mit Gott?“
Jonathan Steinert befand im Christlichen Medienmagazin pro, dass der Film unterhaltsam, berührend und geistreich sei, mit tollen Schauspielern und origineller Geschichte. Er schaffe es, außerordentlich komplexe und ethisch heiße Fragen rund um das Leben, den Tod, um Krankheit, Suizid und Sterben ernsthaft und humorvoll zugleich aufzugreifen, ohne dabei ins Moralisieren zu geraten oder ins Flapsig-Makabere abzugleiten.
Judith v. Sternburg meinte in der Frankfurter Rundschau, dass Autor, Regisseur und Kamerafrau vertrauten Genremustern der Fernsehkomödie folgen würden. Umso imposanter sei es, zu welch schillerndem Ergebnis sie kämen und wie sie klassischen Klamauk und eine unfassbare Ausnahmesituation in eine zart schwebende Balance bekämen. Film und Besetzung würden sich Einordnungen entziehen. Weil Hinrichs so tue, als sei er das Gegenteil eines Komödianten, spiele er wie nebenbei jeden TV-Witzbold an die Wand. Werner und Bolick fänden die Mitte, platte Running Gags auszukosten und doch dezent mitlaufen zu lassen, wobei dezent etwas untertrieben sei, es sei zum Kaputtlachen.
Wilfried Geldner (Prisma.de/Teleschau) bezeichnete den Film als ziemlich gut erzählte Sterbekomödie. Die Handlung höre sich teils nach Klamotte, teils nach düsterem Trauerspiel an. Doch der Film sei voller Überraschungen und dank des Drehbuchs auch voller gescheiter Wendungen und Dialoge. Im zuletzt etwas überbeanspruchten Genre der tragikomischen Sterbekomödien sei dieser Film ganz oben.
Kai Spanke dagegen beschrieb den Film in der Frankfurter Allgemeinen Zeitung als slapstickhaften Sketch-Marathon. Das Drehbuch bestünde vor allem aus Sketchen. Erschwerend käme hinzu, dass zwischen den Ulk-Einlagen ein Plattitüden-Blizzard tobe, der eiskalte Fremdschamschauer über den Rücken jage. Christian Werner und Produzent Sebastian Sawetzki wollten mit dem Film eine gesellschaftliche Debatte anregen. Wer eine Debatte befördern möchte, müsse gleichwohl zeigen, dass er sein Thema im Griff hat und ernst nimmt. Das schließe Komik nicht aus. Allerdings sollte sie den Stoff stützen und ihm eine Form verleihen. In Irgendwann ist auch mal gut verhalte es sich umgekehrt, denn dort fungiere das Sujet nur als Sidekick einer aus dem Ruder laufenden Jux-Kaskade.
Die Erstausstrahlung im ZDF am 23. Juli 2020 wurde von 680.000 Sehern verfolgt, der Marktanteil lag bei 6,8 Prozent.

## Auszeichnungen
Filmfestival Max Ophüls Preis 2020
- Auszeichnung als bester Schauspielnachwuchs (Maresi Riegner)[1]

Rhode Island International Film Festival 2020 (RIIFF)
- Auszeichnung in der Kategorie Best Feature (First Prize)[13][14]